# Радзієвський Микола Іванович
Мико́ла Іва́нович Радзіє́вський (нар.27 листопада 1884, Єрки, Звенигородський повіт, Київська губернія — пом. 27 травня 1965, Хмельницький) — український композитор і диригент, заслужений артист Української РСР — 1930.

## Життєпис

### Родина
Народився 27 листопада 1884 року в сім'ї єрчинського священика. У сім років осиротів.

### Навчання
Завдяки турботам свого діда навчався 8 років у Третій київській гімназії, а для останнього випускного року був ним влаштований у Златопільську чоловічу гімназію, де й 1905 року складає іспит зрілості та отримує атестат № 843.
1909 року закінчив математичний факультет Київського університету Св. Володимира.
Ще в дитячі роки майбутній композитор проявив здібності до музики, у студентські роки він вже добре грав на багатьох народних інструментах і почав писати музику, а після 1909 року продовжив навчання у Московській консерваторії по класу композиції і теорії у відомого педагога-музиканта С. Танєєва (його учнями були також С. Рахманінов, О. Скрябін, Р. Глієр та інші.).

### Музична діяльність
1918 року, в розпал боротьби за становлення Української Держави, він працює диригентом в Українському театрі Севастополя.
В 1920-х живе вже в Києві, де організував експериментальний оркестр народних інструментів «МІК», а незабаром прийняв запрошення на посаду диригента у Київський театр опери і балету, де працює по 1934 рік. Тут під орудою Радзієвського були виконані опери «Дума Чорноморська» Бориса Яновського (1928), «Тарас Бульба» Миколи Лисенка (1929), балет «Пан Каньовський» Михайла Вериківського (1931) та інші. Крім того, його обрали членом правління Музичного товариства імені Миколи Леонтовича, на базі якого розпочала діяльність Асоціація сучасної музики, членами якої окрім нього були Борис Лятошинський (голова), Ігор Белза, Михайло Вериківський, Матвій Гозенпуд, Федір Надененко, Лев Ревуцький, Маркіян Фролов.
У 1934 році його звільняють з київського театру, мотивуючи це тим, що при перенесенні столиці з Харкова в Київ з харківської опери прийняли декількох більш перспективних диригентів, та направляють в Маріупольський оперний театр (подалі від столиці), а з 1935 року перевели у Вінницю. В 1939 році Вінницький оперний закривають, а відомому українському диригентові пропонують «добровільно» залишити Україну і переїхати в Новосибірськ для роботи у новоствореному оперному театрі. Правда, через рік, у травні 1941, він повертається до Києва і влаштовується диригентом оперної студії при консерваторії. З приходом Другої світової війни та окупації столиці України німецька влада його розшукує і пропонує відновити роботу в театрі, не забувши при цьому приставити до нього для нагляду за репертуаром свою людину. Шовіністична схильність цього арійського «інструктора» і його постійні вимоги, аби репертуар був виключно з творів німецьких композиторів, одного разу виводять його із себе, і він виганяє німця з репетиції. Як наслідок — потрапляє у немилість до окупантів, і йому доводиться разом з родиною таємно втікати з Києва у далеке село, де ховатися до звільнення від окупації, після якого йому несправедливо навішують тавро «німецького прислужника», і тому про роботу в київському й іншому великому театрах прийшлось забути.
Прийняли опального композитора і диригента у Проскурові. В 1946 році йому надали маленьку квартиру і посаду диригента театру ім. Петровського. І тут він залишається назавжди. Працює у театрі, з 1947 року стає художнім керівником обласної філармонії.

### Творча діяльність
Автор хорових творів («А ти всевидющеє око» та інші), солоспівів та творів для фортепіана (етюди, прелюдії).
- Увертюра «Сагайдачний»
- Увертюра «Фантастична поема»
- Тріо для скрипки, альта і віолончелі
- Пісні і романси на вірші українських поетів Г. Сковороди, Т. Шевченка, І. Франка, М. Рильського, В. Сосюри.

### Останні роки життя

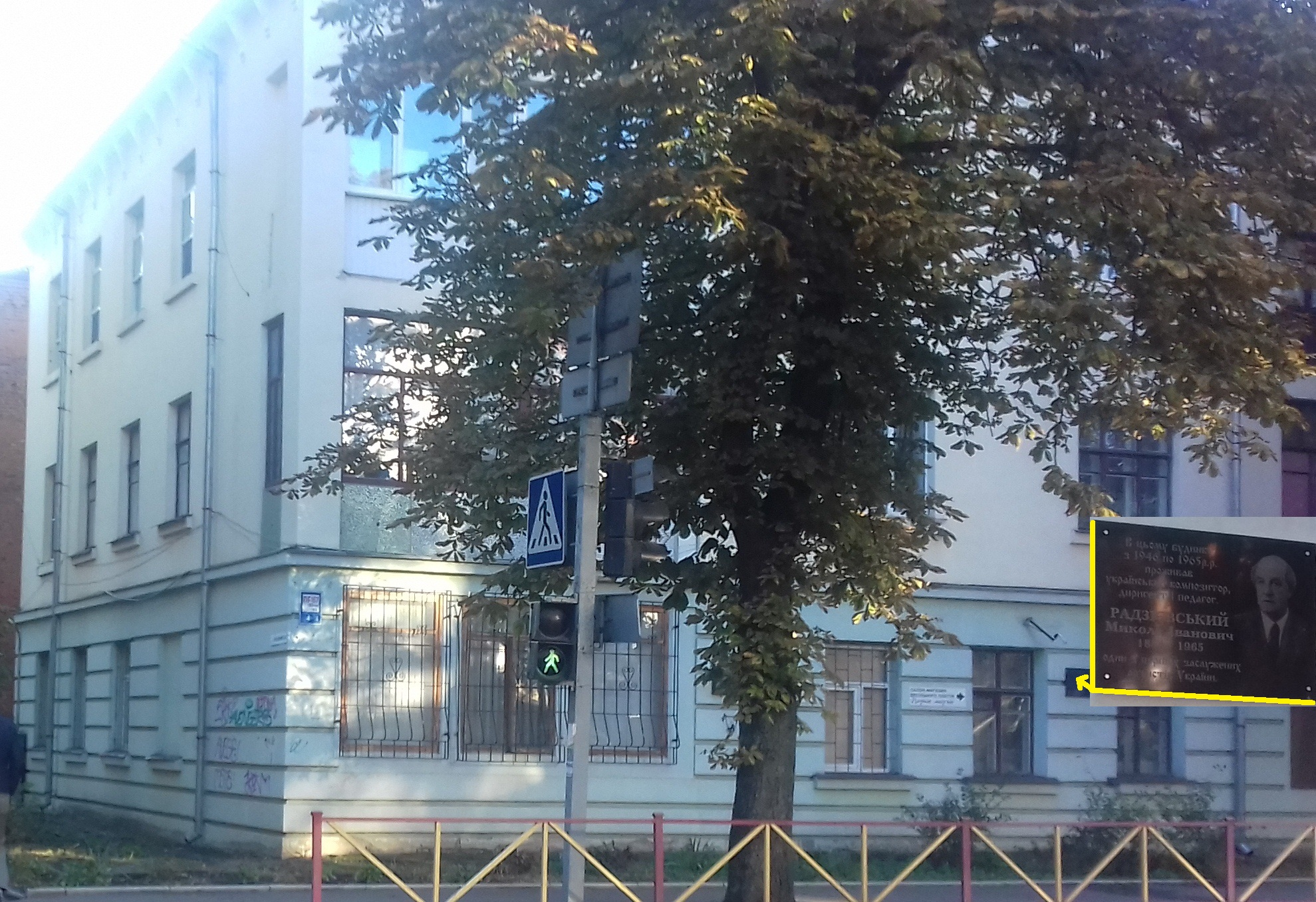
Хмельницький.
«Будинок Актора»
з меморіальною дошкою
М. І. Радзієвському

В 1953 році виходить на пенсію, але ще десять років очолює хор міліції, який позаяк за своїм художнім і технічним
рівнем став кращим у місті й області, та й у республіці займав одне з перших місць. Крім того, в ці роки постійно очолює журі багатьох обласних фестивалів, бере участь в семінарах подільських композиторів, тісно співробітничає з обласним будинком народної творчості.
Помер 27 травня 1965 року.